# 53-й Конгресс США
Пятьдеся́т тре́тий Конгре́сс США — заседание Конгресса США, действовавшее в Вашингтоне с 4 марта 1893 года по 4 марта 1895 года в период первых двух лет второго срока президентства Гровера Кливленда. Обе палаты, состоящие из Сената и Палаты представителей, имели демократическое большинство. Впервые с момента образования Республиканской партии в 1854 году всё федеральное правительство контролировалось демократами. Распределение мест в Палате представителей было основано на одиннадцатой переписи населения Соединённых Штатов в 1890 году.

## Важные события
- 4 марта 1893 года — президентская инаугурация Гровера Кливленда;
- 5 мая 1893 года — Паника 1893 года;
- 7 ноября 1893 года — предоставление женщинам Колорадо права голоса

## Ключевые законы
- Закон о включении Юты (1894);
- Закон о тарифах Уилсона-Гормана (1894);
- Закон Магуайра (1895)

## Членство

### Сенат
| Период | Всего | Вакантно | Партии                 | Партии                 | Партии          | Партии            | Партии |
| Период | Всего | Вакантно | Демократическая партия | Республиканская партия | Народная партия | Серебряная партия |        |
| ------ | ----- | -------- | ---------------------- | ---------------------- | --------------- | ----------------- | ------ |
| Начало | 85    | 3        | 44                     | 37                     | 3               | 1                 |        |
| Конец  | 88    | 0        | 43                     | 41                     | 3               | 1                 |        |

### Палата представителей
| Период | Всего | Вакантно | Партии                 | Партии                 | Партии          | Партии            | Партии                |
| Период | Всего | Вакантно | Демократическая партия | Республиканская партия | Народная партия | Серебряная партия | Независимые демократы |
| ------ | ----- | -------- | ---------------------- | ---------------------- | --------------- | ----------------- | --------------------- |
| Начало | 353   | 6        | 213                    | 127                    | 11              | 1                 | 1                     |
| Конец  | 350   | 6        | 214                    | 123                    | 11              | 1                 | 1                     |